# کود حیوانی

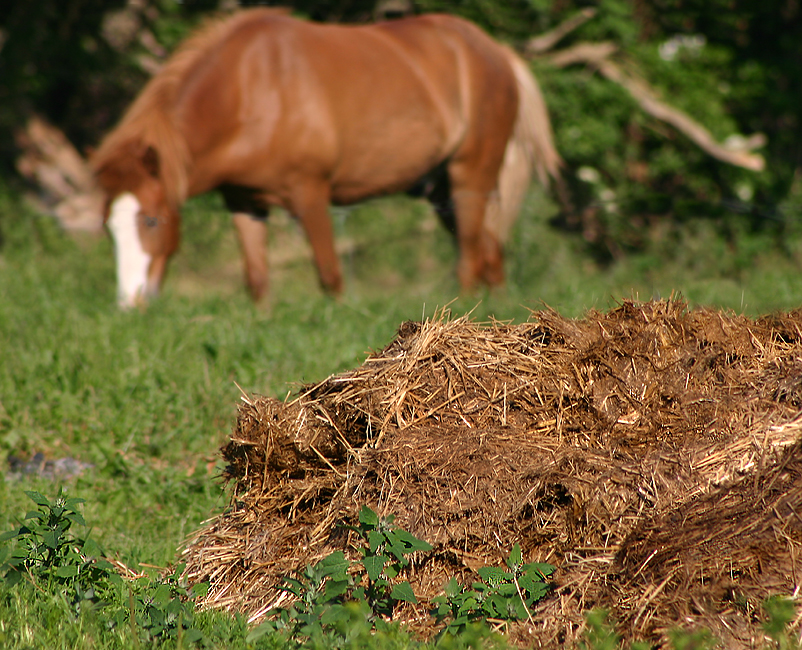
تصویری از فضولات اسب که به عنوان کود دامی از آن استفاده می‌شود

کود دامی یا کود حیوانی هرگونه مواد طبیعی که عموماً به دلیل مواد سودمندی که در آن وجود دارد در کشاورزی برای تقویت خاک مزرعه از آن استفاده می‌کنند. برای آنکه خاک از لحاظ مواد غذایی متعدد دچار کمبود نباشد استفاده از کود بسیار مفید خواهد بود.
کود دامی در حقیقت از فضولات جانوران تهیه می‌شود که بیشتر از کود گوسفند و بز و شتر و گاو و اسب یا مرغ تشکیل می‌شود. کود حیوانی به علت دارا بودن حجم وسیعی از غذایی باقی‌مانده که برای غنای خاک بسیار مفید می‌باشد، در طول تاریخ همواره مورد توجه کشاورزان بوده است.
کود انسانی نیز در رده کودهای حیوانی به حساب می‌آید. در برخی کشورها از جمله ایران، از مدفوع انسانی، به عنوان کود در مزارع کشاورزی استفاده می‌شود.

## نگارخانه

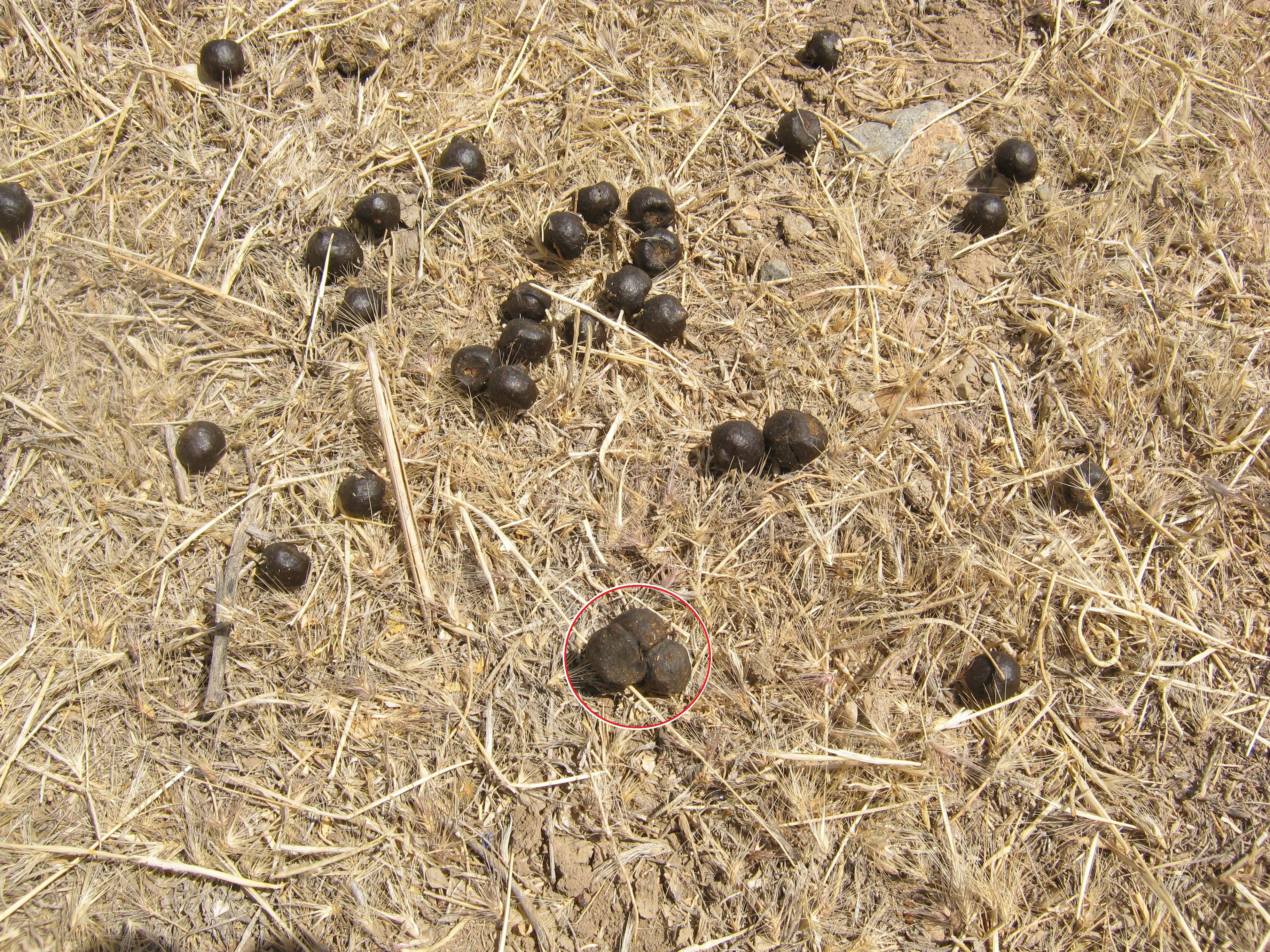
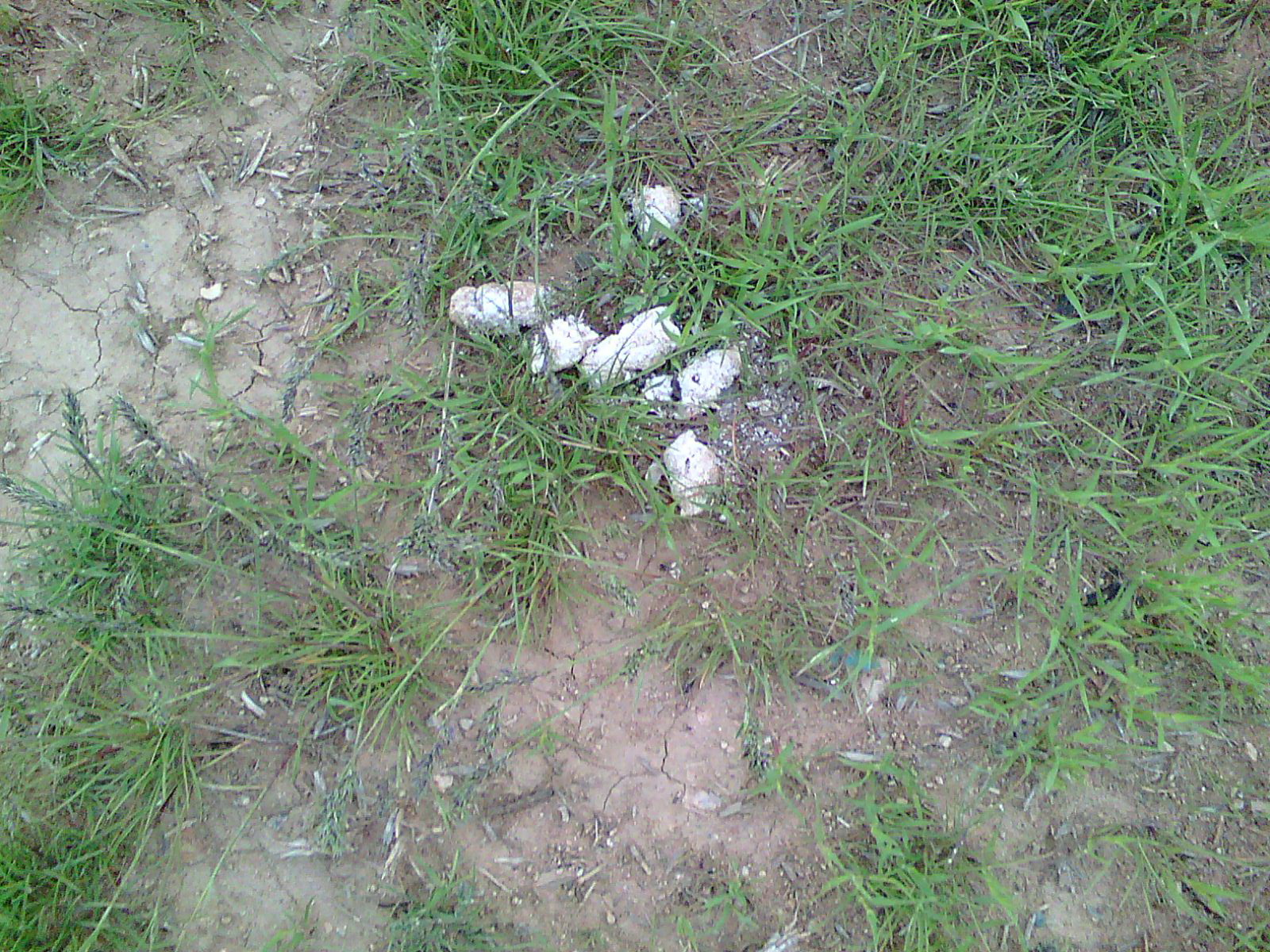
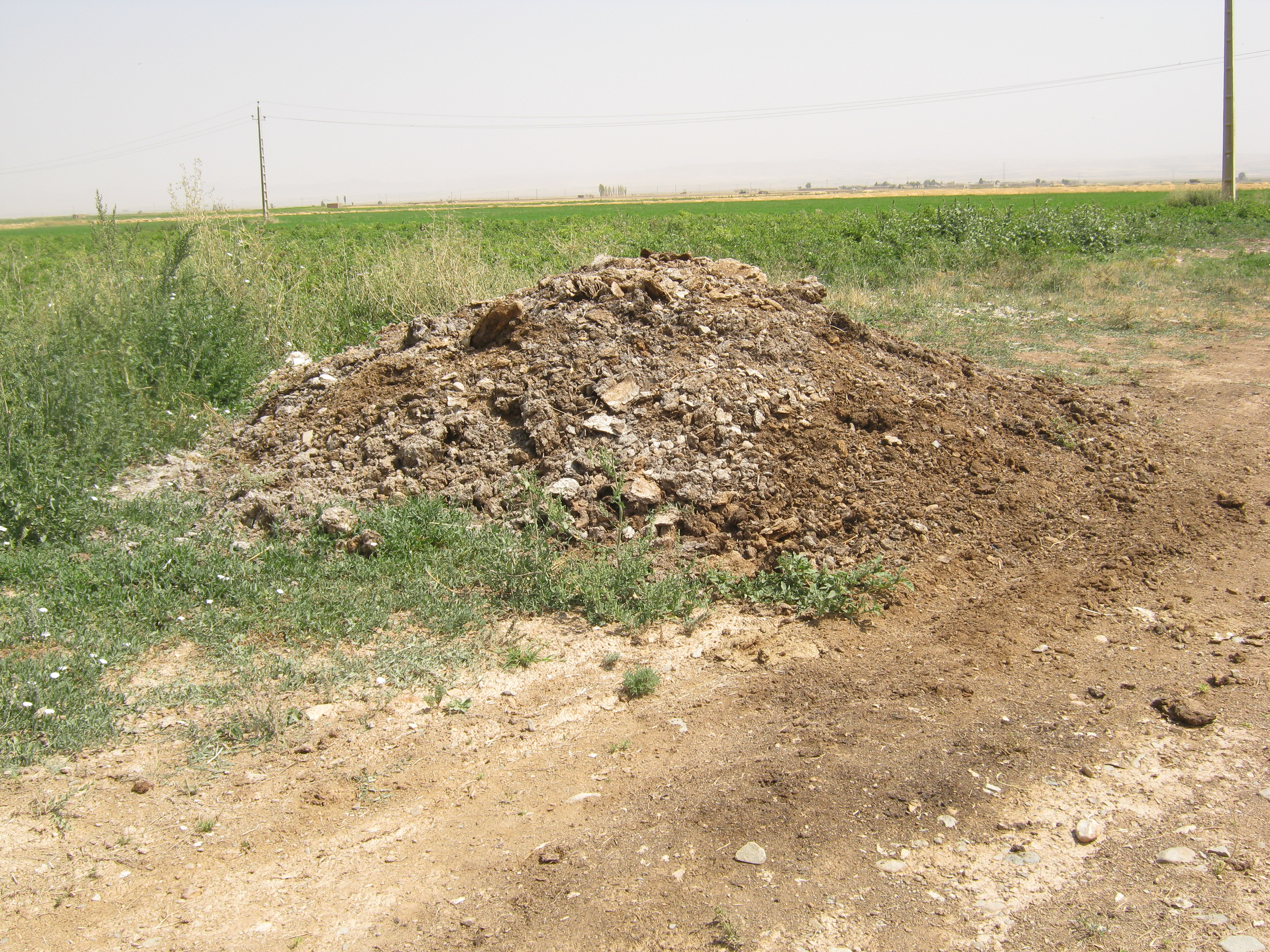

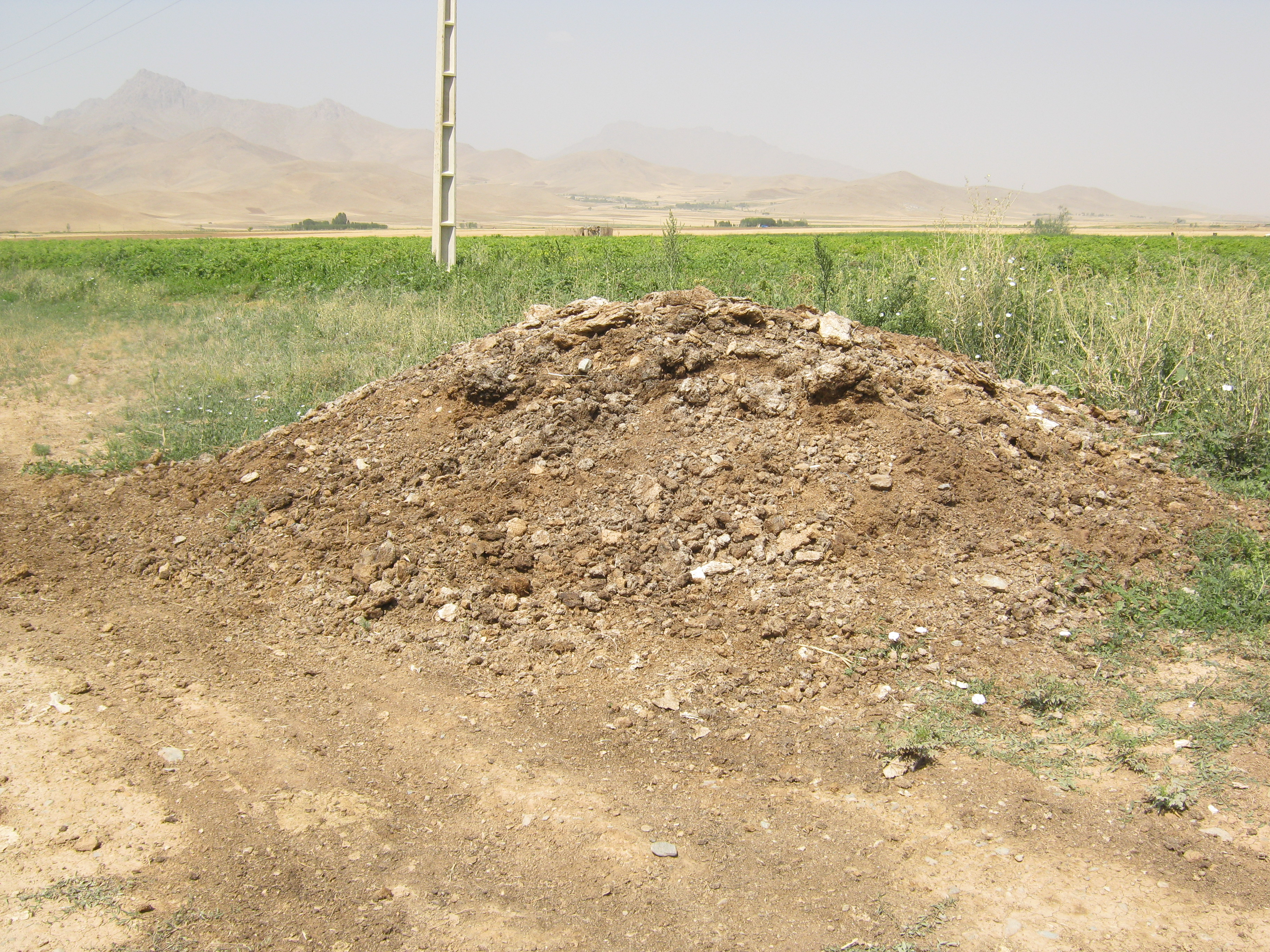
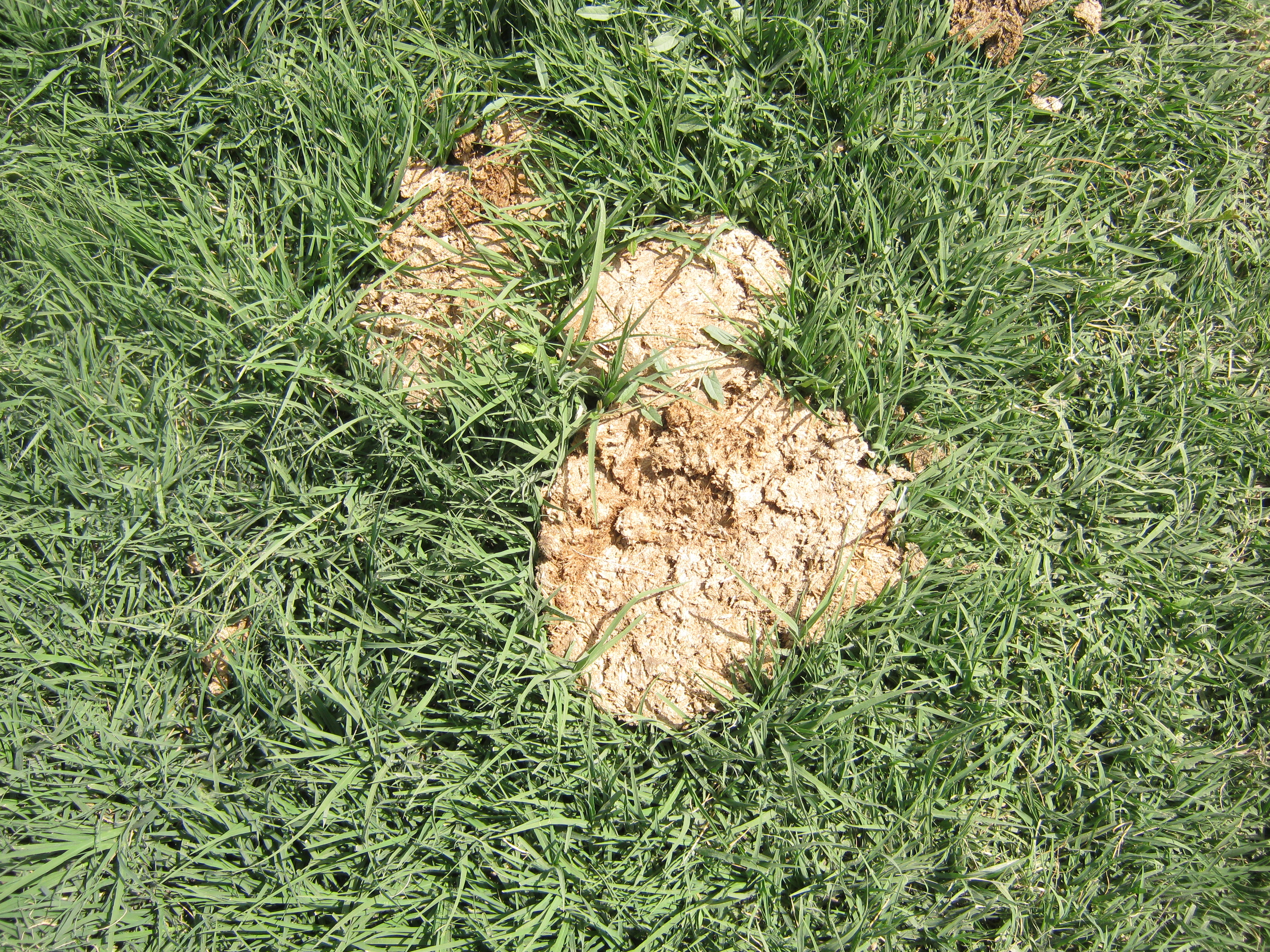
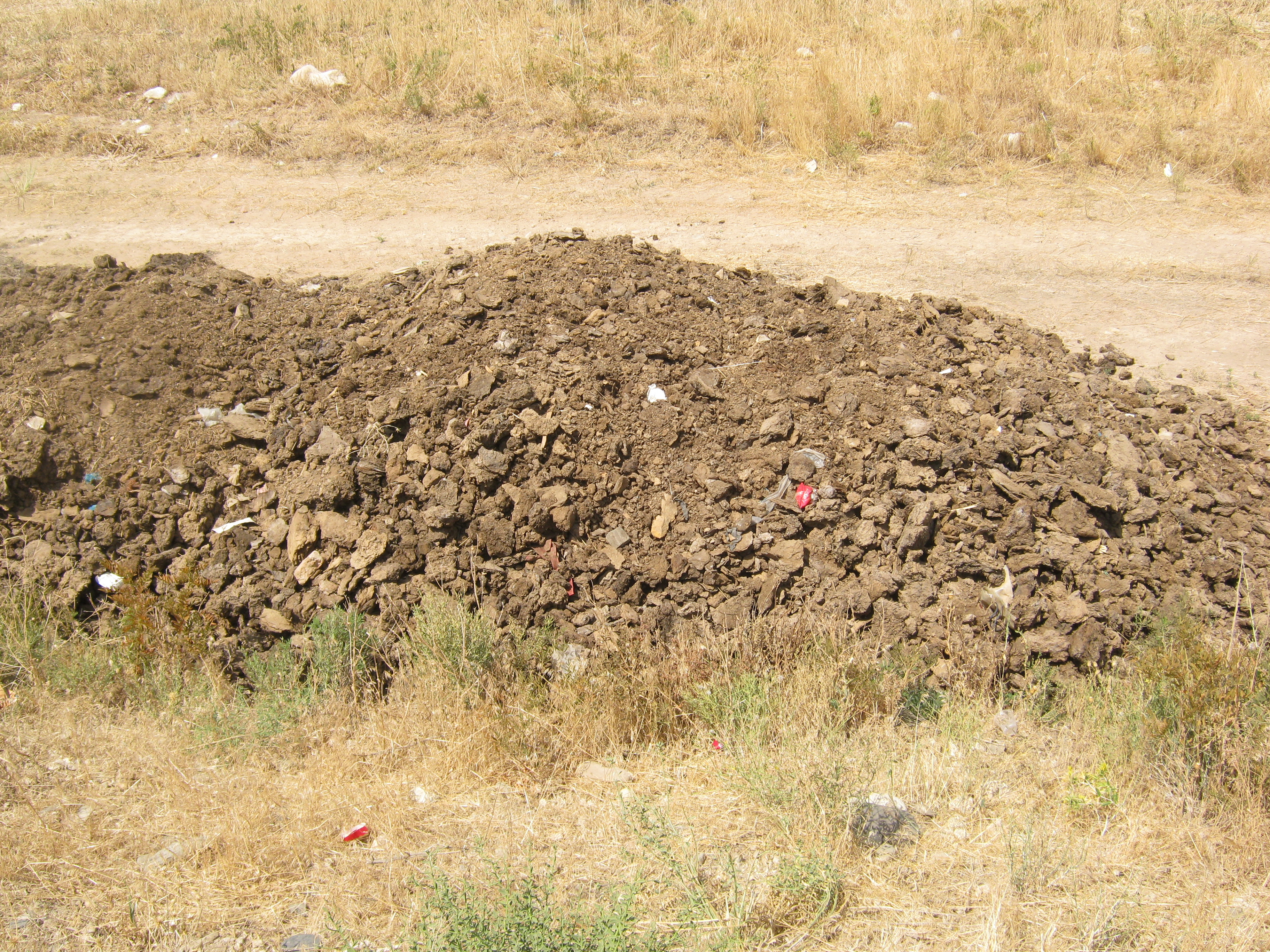

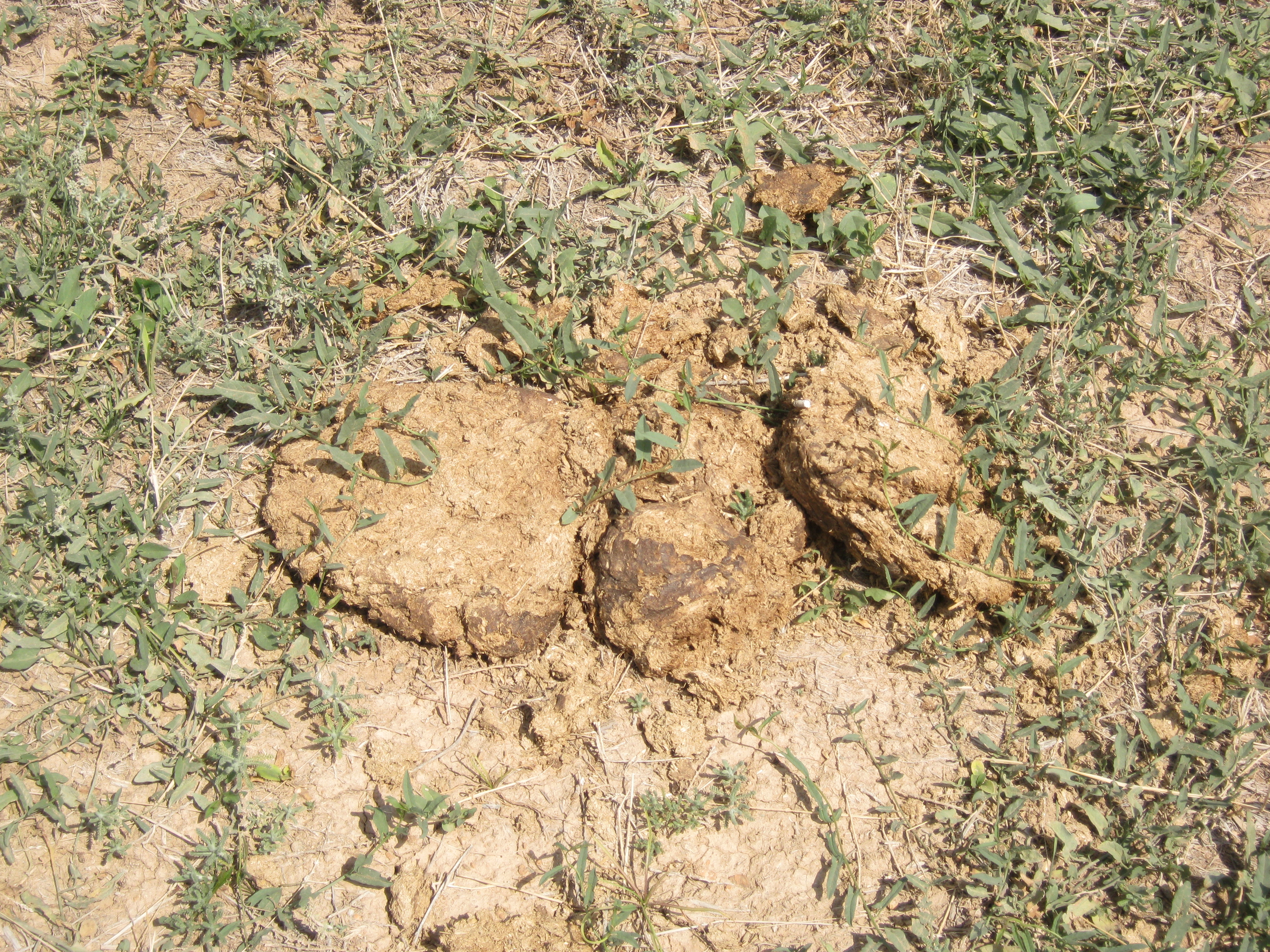
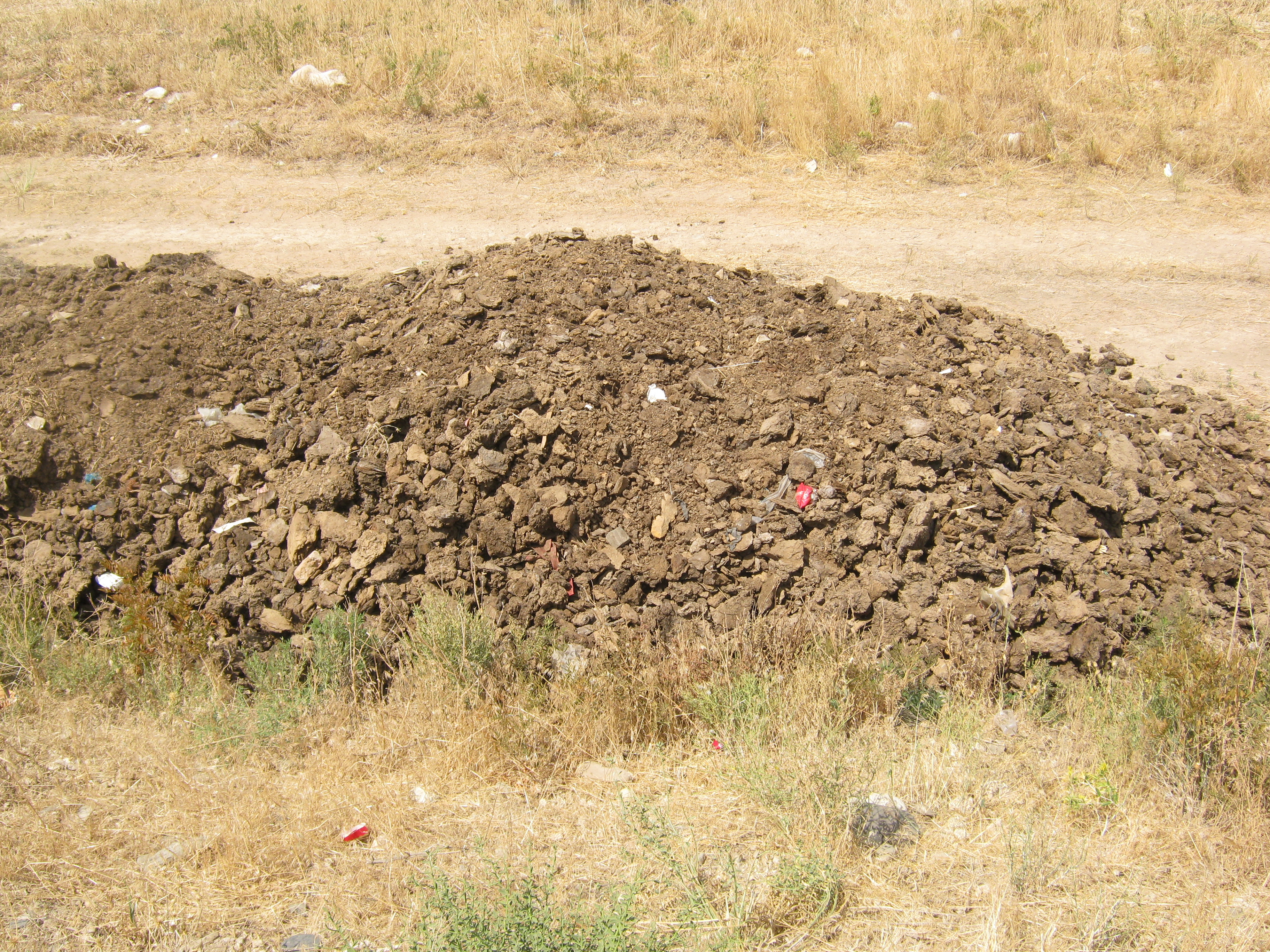
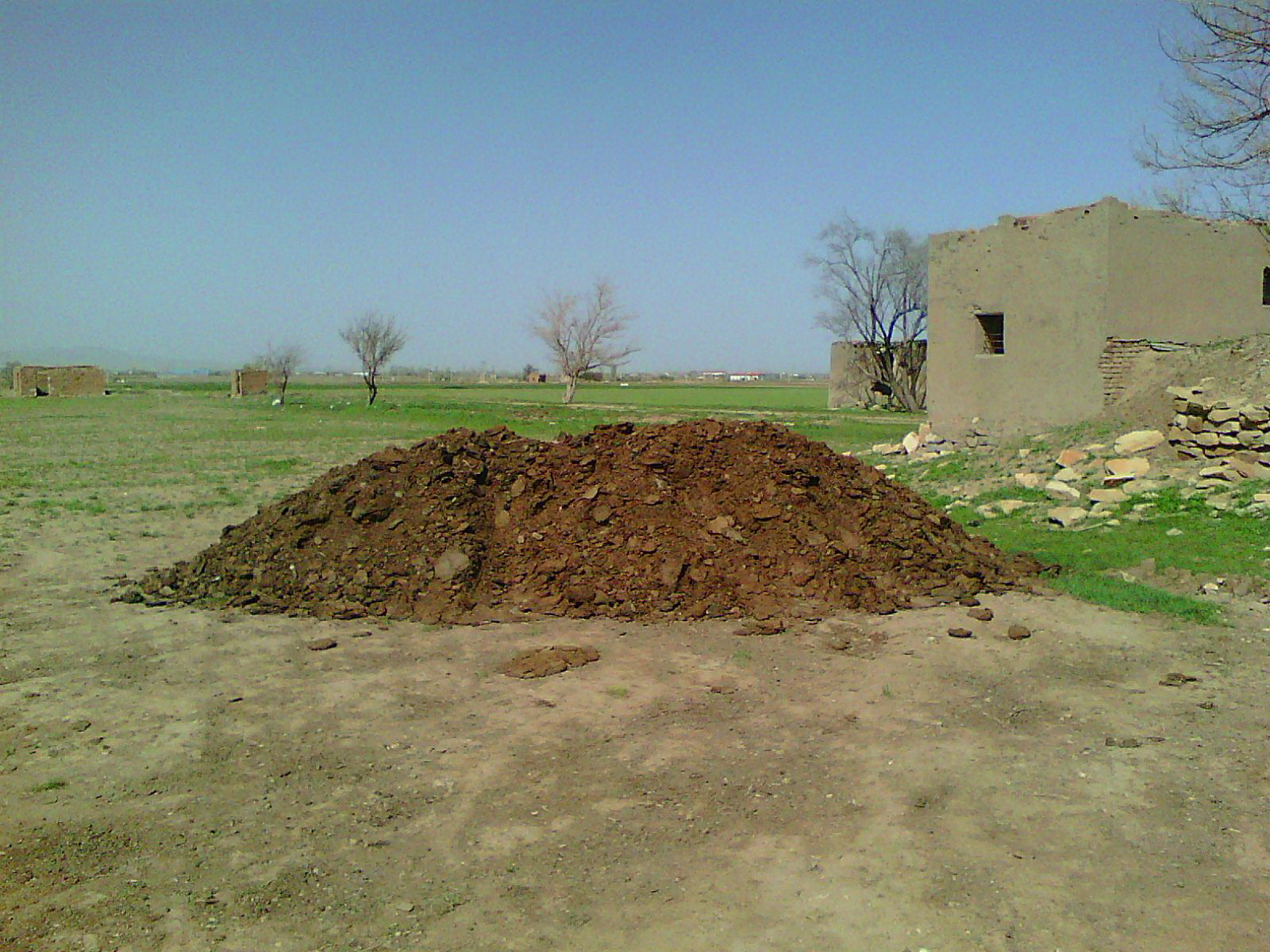